# شهرستان هرسین
شهرستان هرسین یکی از شهرستان‌های استان کرمانشاه است که در شرق این استان قرار گرفته‌است.
مرکز این شهرستان شهر هرسین است و جمعیت آن ۷۸٬۳۵۰ نفر است و از دو بخش مرکزی (به مرکزیت شهر هرسین) و بیستون (به مرکزیت شهر بیستون) تشکیل شده‌است. زبان مردم شهرستان هرسین کردی و به گویش لکی است. همچنین در دهستان چمچمال این شهرستان، کردی چمچمالی تکلم می‌شود. مذهب مردم هرسین شیعه می‌باشد. در کتاب‌های تاریخ گزیده و نزهت القلوب که در سال ۷۴۰ ه‍.ق نوشته شده، از هرسین که از مناطق اصلی مردم لک است به‌عنوان یکی از ۱۶ ولایت کردستان یاد شده است.
گلیم و قالی‌های بافته این شهرستان شهرت جهانی دارد.
ارتفاع متوسط این شهرستان از سطح دریا ۱۵۸۲ متر است. بلندترین قله این شهرستان با ارتفاع ۲۷۴۹ متر در بخش بیستون و عمیق‌ترین غار خاورمیانه به عمق ۵۷۲ متر در این شهرستان قرار دارد. 

## موقعیت شهرستان هرسین
شهرستان هرسین از شمال با صحنه (کرمانشاه) از جنوب با بخش کاکاوند از غرب با کرمانشاه همجوار است.

## تقسیمات کشوری
- بخش مرکزی
  - دهستان چشمه‌کبود
  - دهستان حومه (هرسین)

شهرها: هرسین
- بخش بیستون
  - دهستان چم‌چمال
  - دهستان شیرز

شهرها: بیستون

## اماکن دیدنی و آثار باستانی شهرستان
تپه گنج‌دره یا (چیا خزینه)، گوردخمه اسحاق‌وند، دخمه شمس‌آباد، کتیبه بیستون، مجسمه هرکول، قلعه هرسین، قلعه دزد بر، قلعه سرماج، حوض سنگی (حوض ساعت)، طاق سنگی، پلکان سنگی، فرهاد تراش (هرسین)، فرهاد تراش (بیستون)، تخت شیرین، دیوار ساسانی، پل خسرو، بنای ساسانی و سرستون‌های بیستون
- سنگ‌نبشته بیستون
- سنگ بلاش
- مجسمه هرکول
- سراب بیستون
- گوردخمه‌های اسحاق‌وند
- غار شکارچیان
- غار مرآفتاب
- غار چشمه‌سراب
- سراب هرسین
- چشمه گرماب هرسین

## کشاورزی
شهرستان هرسین قطب تولید پیاز در استان کرمانشاه به‌شمار می‌آید. در سال ۱۴۰۰ سطح زیر کشت پیاز در این شهرستان ۳۶۰ هکتار بود که نزدیک ۲۰ هزار تن محصول از آن به دست آمده‌است. رقم غالب پیاز تولیدی در شهرستان هرسین از نوع پیاز قرمز است. هرساله نزدیک به ۱۰ درصد از پیاز تولیدی شهرستان هرسین به خارج از کشور صادر می‌شود. فصل برداشت پیاز در شهرستان هرسین از اوایل شهریور آغاز شده و تا اواسط مهر ماه ادامه دارد. با این وجود هیچ واحدی برای فرآوری پیاز در شهرستان هرسین وجود ندارد.

## صنایع
«مجتمع صنایع پتروشیمی کرمانشاه» که فاز اول آن از سال ۱۳۸۷ فعالیت تولیدی خود را آغاز کرده، در کیلومتر ۴ جادۀ کرمانشاه به هرسین در نزدیکی پل چهر واقع شده است و به تولید اوره و آمونیاک می‌پردازد. فاز دوم این شرکت نیز که ظرفیت تولید اوره و آمونیاک را از یک میلیون و ۵۰ هزار تن در سال به ۲ میلیون و ۱۰۰ هزار تن خواهد رساند در دست ساخت است که تا اردیبهشت ۱۴۰۳ به میزان ۶۹ درصد پیشرفت فیزیکی داشته است.
«شرکت پلیمر کرمانشاه» وابسته به شرکت مادر تخصصی پتروشیمی باختر، یکی از شرکت‌هایی‌ست که به عنوان طرح‌های مربوط به خط لولۀ اتیلن غرب راه‌اندازی شده است. این شرکت در کیلومتر ۶ جادۀ کرمانشاه به هرسین در نزدیکی پل چهر واقع شده و از ۲۱ آذر ۱۳۹۱ با ظرفیت تولید سالانه ۳۰۰۰۰۰ تن پلی اتیلن سنگین که در صنایع لوله‌سازی، پوشش کابل، انواع قطعات پلاستیکی، بطری، لوازم خانگی، قطعات صنعتی، مخازن سوخت و ... کاربرد دارد، به بهره‌برداری رسیده است.

همچنین «مجتمع پتروشیمی بیستون» نیز که از بهمن ۱۳۸۳ به بهره‌برداری رسیده، در بخش بیستون و در کیلومتر ۸ جادۀ کرمانشاه به بیستون قرار دارد و سالانه ۵۵۰۰۰ تن آلکیل بنزن خطی (L.A.B) در راستای پاسخ به نیازهای صنایع پایین‌دستی برای تولید مواد شوینده و محصولات بهداشتی و ۶۴۸۰ تن آلکيلات سنگين (H.A.B) به عنوان مواد اولیۀ روان‌کننده‌های صنعتی و برش‌های سبک و سنگين و رافینیت تولید می‌کند.

## معادن
معادن استان کرمانشاه در قالب پنج پهنهٔ معدنی دسته‌بندی شده‌اند. بر این اساس در پهنهٔ هرسین معادن سنگ و منگنزو سنگ‌های آهکی شناسایی شده‌است. شهرستان هرسین یکی از قطب‌های مهم معدنی در استان کرمانشاه است و بیش از یک‌سوم معادن استان در این شهرستان قرار دارد. دو معدن سنگ در شهرستان هرسین وجود دارد که یکی معدن سنگ‌های تزئینی و مرمریت ، و دیگری معدن منگنز است، که هر دو واگذار شده و استخراج سنگ از آن‌ها صورت می‌گیرد. همچنین مخروط کوهی و معدن ماسه در شهرستان هرسین وجود دارد. منابع این معادن خام‌فروشی شده و به دلیل نبود صنایع تکمیلی به صورت خام جهت فرآوری به استان‌های دیگر فرستاده می‌شود.

## تنش آبی
در دی ۱۴۰۲ فرماندار شهرستان هرسین اعلام کرد که بسیاری از روستاهای این شهرستان در سال ۱۴۰۲ دچار تنش آبی شده‌اند و به دلیل عدم تأمین آب پایدار، حفر چاه‌های آب در دستور کار قرار دارد.

### ارجاعات
1. ↑  «بانک اطلاعات تقسیمات کشوری». وبگاه رسمی وزارت کشور ایران. بایگانی‌شده از اصلی در ۹ مه ۲۰۱۳. دریافت‌شده در ۱۷ مرداد ۱۳۹۲.
2. ↑  کُردپرس: جهانبخش حیدری سرپرست فرمانداری هرسین شد، نوشته‌شده در ۶ بهمن ۱۴۰۳؛ بازدید در ۷ بهمن ۱۴۰۳.
3. ↑  «هرسین». صدا و سیمای کرمانشاه. بایگانی‌شده از اصلی در ۲۳ نوامبر ۲۰۱۷. دریافت‌شده در ۱۸ ژوئن ۲۰۲۱.
4. ↑  «نگاهی به تغییرات زیستی و اسمی قوم لک به گواهی قدمت تاریخ». ایلنا. ۱۵ اسفند ۱۹۳۴. دریافت‌شده در ۱۸ ژوئن ۲۰۲۱.
5. ↑  «همایش ثبت ملی زبان لکی در هرسین برگزار شد». ایرنا. ۲۲ اسفند ۱۳۹۶. دریافت‌شده در ۱۸ ژوئن ۲۰۲۱.
6. ↑  Ismaïl Kamandâr, Fattah (۲۰۰۰)، Les dialectes Kurdes méridionaux، Acta Iranica، ص. ۲۲–۴۰، شابک ۹۰۴۲۹۰۹۱۸۸
7. ↑  «آثار تاریخی که در هرسین خودنمایی می کند». www.yjc.ir. دریافت‌شده در ۲۰۱۸-۱۲-۰۵.
8. ↑  «از ساعت‌سنگی هرسین چه می‌دانید؟ + عکس». ایسنا. ۲۰۱۵-۰۱-۳۱. دریافت‌شده در ۲۰۱۸-۱۲-۰۵.
9. ↑  خبرگزاری دانشجویان ایران (ایسنا): پیاز امسال هم اشک کشاورزان هرسینی را درآورد، نوشته‌شده در ۲۰ شهریور ۱۴۰۰؛ بازدید در ۲۰ شهریور ۱۴۰۰.
10. ↑  خبرگزاری دانشجویان ایران (ایسنا): هرسین در انتظار واحد فرآوری پیاز/ پیاز هرسین بازار جهانی دارد، نوشته‌شده در ۱۴ آذر ۱۴۰۱؛ بازدید در ۱۴ آذر ۱۴۰۱.
11. ↑  شرکت صنایع پتروشیمی کرمانشاه: تاریخچۀ شرکت؛ ۲۳ ژوئن ۲۰۲۴ بایگانی‌شده  در ۲۰۲۴-۰۶-۲۳ توسط Wayback Machine بازدید در ۲۸ آذر ۱۴۰۳.
12. ↑  شرکت صنایع پتروشیمی کرمانشاه: معرفی شرکت؛ ۲۳ آوریل ۲۰۲۴ بایگانی‌شده  در ۲۰۲۴-۰۴-۲۳ توسط Wayback Machine بازدید در ۲۸ آذر ۱۴۰۳.
13. ↑  کُردپرس: فاز دوم پتروشیمی کرمانشاه سال آینده به بهره‌برداری می‌رسد، نوشته‌شده در ۱۲ اردیبهشت ۱۴۰۲؛ بازدید در ۲۸ آذر ۱۴۰۳.
14. ↑  شرکت پلیمر کرمانشاه: دربارۀ شرکت پلیمر کرمانشاه؛ ۵ اوت ۲۰۲۴ بایگانی‌شده  در ۲۰۲۴-۰۸-۰۵ توسط Wayback Machine بازدید در ۲۹ آذر ۱۴۰۳.
15. ↑  ویکی‌پلاست: پتروشیمی پلیمر کرمانشاه؛ ۱۹ دسامبر ۲۰۲۴ بایگانی‌شده  در ۲۰۲۴-۱۲-۱۹ توسط Wayback Machine بازدید در ۲۹ آذر ۱۴۰۳.
16. ↑  شرکت کالا و انرژی کیمیا خاورمیانه: پتروشیمی بیستون و فرآورده‌های آن؛ ۲۵ سپتامبر ۲۰۲۳ بایگانی‌شده  در ۲۰۲۳-۰۹-۲۵ توسط Wayback Machine بازدید در ۲۸ آذر ۱۴۰۳.
17. ↑  خبرگزاری دانشجویان ایران (ایسنا): گاهی با یک مصوبه باید کرکرۀ معادن را پایین بکشیم، نوشته‌شده در ۱۸ شهریور ۱۴۰۰؛ بازدید در ۱۸ شهریور ۱۴۰۰.
18. ↑  پایگاه خبری تحلیلی دیوانگاه: خام‌فروشی معضل این روزهای معادن هرسین، نوشته‌شده در ٢۴ شهریور ١٣۹۹؛ بایگانی‌شده  در ۲۲ سپتامبر ۲۰۲۰ توسط Wayback Machine بازدید در ۲۴ شهریور ۱۳۹۹.
19. ↑  خبرگزاری دانشجویان ایران (ایسنا): هرسین «آب پایدار» نیاز دارد/ تمام کوچه‌های این شهر روکش آسفالت می‌خواهد، نوشته‌شده در ۱۳ دی ۱۴۰۲؛ بازدید در ۱۳ دی ۱۴۰۲.